# Cirtantus
Cirtantus (lat. Cyrtanthus), biljni rod trajnica iz porodice zvanikovki, smješten u vlastiti tribus Cyrtantheae, dio potporodice Amaryllidoideae.
Postoji 57 priznatih vrsta koje su raširene od Sudana sjeveru do krajnjeg juga Afrike. Po životnom obliku su geofiti

## Vrste
1. Cyrtanthus angustifolius (L.f.) Aiton
2. Cyrtanthus attenuatus R.A.Dyer
3. Cyrtanthus aureolinus Snijman
4. Cyrtanthus bicolor R.A.Dyer
5. Cyrtanthus brachyscyphus Baker
6. Cyrtanthus brachysiphon Hilliard & B.L.Burtt
7. Cyrtanthus breviflorus Harv.
8. Cyrtanthus carneus Lindl.
9. Cyrtanthus clavatus (L'Hér.) R.A.Dyer
10. Cyrtanthus collinus Ker Gawl.
11. Cyrtanthus contractus N.E.Br.
12. Cyrtanthus debilis Snijman
13. Cyrtanthus elatus (Jacq.) Traub
14. Cyrtanthus epiphyticus J.M.Wood
15. Cyrtanthus erubescens Killick
16. Cyrtanthus eucallus R.A.Dyer
17. Cyrtanthus falcatus R.A.Dyer
18. Cyrtanthus fergusoniae L.Bolus
19. Cyrtanthus flammosus Snijman & Van Jaarsv.
20. Cyrtanthus flanaganii Baker
21. Cyrtanthus flavus Barnes
22. Cyrtanthus galpinii Baker
23. Cyrtanthus guthrieae L.Bolus
24. Cyrtanthus helictus Lehm.
25. Cyrtanthus herrei (F.M.Leight.) R.A.Dyer
26. Cyrtanthus huttonii Baker
27. Cyrtanthus inaequalis O'Brien
28. Cyrtanthus junodii Beauverd
29. Cyrtanthus labiatus R.A.Dyer
30. Cyrtanthus leptosiphon Snijman
31. Cyrtanthus leucanthus Schltr.
32. Cyrtanthus loddigesianus (Herb.) R.A.Dyer
33. Cyrtanthus mackenii Hook.f.
34. Cyrtanthus macmasteri Snijman
35. Cyrtanthus macowanii Baker
36. Cyrtanthus montanus R.A.Dyer
37. Cyrtanthus nutans R.A.Dyer
38. Cyrtanthus obliquus (L.f.) Aiton
39. Cyrtanthus obrienii Baker
40. Cyrtanthus ochroleucus (Herb.) Burch. ex Steud.
41. Cyrtanthus odorus Ker Gawl.
42. Cyrtanthus rhodesianus Rendle
43. Cyrtanthus rhododactylus Stapf
44. Cyrtanthus rotundilobus N.E.Br.
45. Cyrtanthus sanguineus (Lindl.) Walp.
46. Cyrtanthus smithiae Watt ex Harv.
47. Cyrtanthus spiralis Burch. ex Ker Gawl.
48. Cyrtanthus staadensis Schönland
49. Cyrtanthus stenanthus Baker
50. Cyrtanthus striatus Herb.
51. Cyrtanthus suaveolens Schönland
52. Cyrtanthus taitii G.D.Duncan
53. Cyrtanthus thorncroftii C.H.Wright
54. Cyrtanthus tuckii Baker
55. Cyrtanthus ventricosus Willd.
56. Cyrtanthus wellandii Snijman
57. Cyrtanthus welwitschii Hiern ex Baker